# Шабат
Шабат (на иврит: שַׁבָּת (шаба́т); на идиш: שאַבעס (ша́бес) от шабат – „покой, прекратил дейност“) в юдаизма е седмият, последен ден от еврейската седмица, който е съботата. На този ден евреите отбелязват седмия ден от Сътворението, на който според Тората, Бог си починал след като е сътворил света за шест дни. По тази причина евреите не работят на този ден.
Според еврейския календар денят се счита за започнал, когато на небето се появят първите три звезди и съответно отбелязването на Шабат започва в петък вечер и приключва в събота вечер. Според юдаизма на този ден не трябва да се върши никаква работа, което изключва всякакви съзидателни дейности. Спазването на Шабат е едно от основните задължения на религиозните евреи.

## Забранени дейности
Има множество дейности, които според юдаизма са забранени за извършване на Шабат, като в Мишна съществуват 39 забранени групи от дейности. Сред някои от основните забрани, произтичащи от тези групи, са и такива като:
- да се включват и изключват електрически уреди;
- да се управлява автомобил;
- да се натискат бутони;
- да се пренасят предмети извън пределите на дома.

### Забрани
Има 39 забранени дейности:
- Засаждане – тук са включени всички дейности, които подпомагат растежа на растенията като засаждане, поливане и наторяване;
- Оране – тук са включени всички дейности, които подготвят почвата или каквато и да било друга среда за засаждане;
- Жътва – тук са включени всички дейности, които отделят растенията или част от тях от мястото, където растат;
- Събиране – събиране и/или подреждане и организиране на каквито и да било ресурси или материали, идващи от земята;
- Добиване – извличане на желано съдържание от нежелана обвивка, като тук са включени дейности като белене или изцеждане на плодове, белене на ядки, рудодобив;
- Веене – отделяне на обвивката на зърно от сърцевината му с помощта на въздуха/вятъра;
- Сортиране/Пречистване – разделяне на желаното от нежеланото от смес. В тази група подпадат дейности като филтрирането на вода, отделянето на кости от риба и чистенето на ориз;
- Смилане на каквито и да било продукти. Изключения могат да бъдат направени само по медицински причини;
- Пресяване – използването на уреди от типа на сито, цедка и т.н.;
- Месене – комбиниране на каквито и да било материали с цел получаване на единичен краен продукт. Четирите вида забранени крайни продукти са гъста смес (нарпимер тесто), полугъста смес, която може да се налива (като мед или кисело мляко), течност и течност смесена с парчета;
- Готвене – променяне на свойствата на дадено вещество посредством топлина, нагряване на течност до момент, в който тя ври;
- Стригане – отрязване или откъсване на каквато и да било част от живо същество като стригане на овце, подстригване и епилиране;
- Пране – пречистване на попиващи материали от нечистота и/или примеси;
- Чепкане – тук са включени всички дейност, свързани с подреждането и/или разделянето на влакна, като ресани, чепкането на вълна и т.н.;
- Предене – усукването на две или повече влакна в едно;
- Боядисване – боядисването или променянето на цвета на каквито и да било материали;
- Нанизване
- Тъкане
- Рязане на нишки – превръщането на едно влакно в две посредством рязане, късане или разделяне;
- Завръзване – закрепянето на два меки предмета един към друг чрез завиване (правене на възел);
- Развръзване
- Зашиване – превръщането на отделни предмети в едно цяло, създаване на връзка. Тук се включва залепване и сглобяване;
- Късане – разделянето на едно цяло на няколко предмета, разрушаване на връзка. Тук се включва разлепяне и разглобяване;
- Хващане в капан – ограничаването на диво или домашно животно с примка или капан. Не се брои затварянето на врата на помещение или двор или завръзването на домашно животно в двор;
- Колене – убийството на каквото и да било живо същество;
- Дране – одиране кожата на мъртво животно;
- Консервиране – обработката на храна или кожа по начин, защитаващ ги от разваляне, като осоляване, мариноване и щавене;
- Изравняване (на повърхност) – тук се включват дейности като пилене, полиране и шкурене;
- Измерване – измерването или оразмеряването с цел рязане;
- Рязане – рязане на предмет с цел придаване на определени размери;
- Писане – писане, рисуване на символи, чертане;
- Изтриване – изтриването на повърхност с цел писане;
- Строене – допринасянето за формирането на каквато и да било постоянна структура;
- Разрушаване – разрушаване със строителни цели;
- Гасене на огън – гасенето или намаляването на огън или пламък. Ако има огън, който застрашава имущество той не трябва да бъде гасен. Ако обаче огънят застрашава човешки живот, гасенето му става задължително;
- Запалване на огън – запалването, подхранването или подпомагането на огън или пламък. В тази категория попада управлението на автомобил, използването на електрически уреди и натискането на копчета и бутони;
- Довършване – довършване изработката на нещо, което го превръща в полезно и/или завършено. Използването на телбод например е забранено, тъй като телчето достига финалната си полезна форма и може да изпълнява фунцията си;
- Пренасяне – пренасянето на предмети от място на място. Изключение прави пренасянето на предмети в рамките на частна зона като дом или двор или от частна зона в частна зона като от дом в дом, но без преминаване в или през публична зона, където всякакво пренасяне е забранено.

В случай, че човешки живот е застрашен и спасяването му налага извършване на забранена дейност, евреинът е задължен да наруши съответната забрана на празника.